# Деррік Коулмен
Деррік Д. Коулмен (англ. Derrick D. Coleman, нар. 21 червня 1967, Мобіл) — американський професійний баскетболіст, що грав на позиціях важкого форварда і центрового за низку команд НБА. Чемпіон світу 1994 у складі національної збірної США. Після завершення спортивної кар'єри займався підприємницькою діяльністю в Детройті. Також певний час працював аналітиком на каналі NBA TV.

## Ігрова кар'єра
Починав грати у баскетбол у команді Північної старшої школи Детройта (Детройт, Мічиган). На університетському рівні грав за команду Сірак'юс (1986–1990). 
1990 року був обраний у першому раунді драфту НБА під загальним 1-м номером командою «Нью-Джерсі Нетс». У своєму першому сезоні в НБА виграв нагороду Найкращого новачка року.
Наступного сезону продовжував покращувати свою статистику, досягнувши показників у 20 очок за гру при 10 підбираннях. Сезон 1993—1994 став для Коулмена найуспішнішим у складі «Нетс» — команда втретє поспіль пробилася до плей-оф НБА, а сам баскетболіст знову повторив 20 очок та 10 підбирань за матч у сезоні. Взимку був включений до команди Сходу на Матч всіх зірок разом з партнером по команді Кенні Андерсоном. Того ж року став чемпіоном світу у складі національної збірної США. 
1995 року стався скандал, через те, що під час гри проти «Юта Джаз» обізвав гравця суперника Карла Мелоуна «дядьком Томом».
З 1995 по 1999 рік грав у складі «Філадельфія Севенті-Сіксерс».
1999 року перейшов до «Шарлотт Горнетс», у складі якої провів наступні 2 сезони своєї кар'єри.
Наступною командою в кар'єрі гравця була «Філадельфія Севенті-Сіксерс», за яку він відіграв 3 сезони.
Останньою ж командою в кар'єрі гравця стала «Детройт Пістонс», до складу якої він приєднався 2004 року і за яку відіграв 2 сезони.
5 березня 2006 року його номер 44 був закріплений за ним у «Сірак'юс». 
Коулмен є одним з трьох гравців в історії НБА, яким вдалося за матч набрати 20 очок, 10 підбирань, 5 асистів, 5 перехоплень та 5 блок-шотів. Крім нього це робили тільки Хакім Оладжувон та Дреймонд Грін.